# Hydrotaea bicolor
Hydrotaea bicolor är en tvåvingeart som först beskrevs av Carl Ludwig Doleschall 1858.  Hydrotaea bicolor ingår i släktet Hydrotaea och familjen husflugor. Inga underarter finns listade i Catalogue of Life.